# Jan Eisner (fotbalista)
Jan Eisner (15. listopadu 1906 – ?) byl český fotbalista, záložník.

## Hráčská kariéra
V československé lize hrál za AFK Vršovice/Bohemians AFK Vršovice (dobové názvy Bohemians) ve dvou utkáních. V roce 1927 se s AFK Vršovice účastnil turné po Austrálii, kde byl tým uváděn jako Bohemians a po němž klub u tohoto názvu zůstal. Dále hrál v lize v 1 utkání i za SK Libeň.

### Prvoligová bilance
| Ročník                               | Zápasy | Góly | Minuty | Klub                   |
| ------------------------------------ | ------ | ---- | ------ | ---------------------- |
| Středočeská 1. liga 1925/1926        | 1      | 0    | 90     | AFK Vršovice           |
| Středočeská 1. liga 1927/1928        | 1      | 0    | 90     | Bohemians AFK Vršovice |
| 1. asociační liga 1932/1933          | 1      | 0    | 90     | SK Libeň               |
| CELKEM Fotbalová liga Československa | 3      | 0    | 270    |                        |